# Selyemcápa
A selyemcápa (Carcharhinus falciformis) a porcos halak (Chondrichthyes) osztályának kékcápaalakúak (Carcharhiniformes) rendjébe, ezen belül a kékcápafélék (Carcharhinidae) családjába tartozó faj.

## Előfordulása
A selyemcápa a világ minden trópusi és melegebb mérsékelt övi vízében előfordul. A Nyugat-Atlanti-óceánban az Amerikai Egyesült Államokbeli Massachusetts államtól kezdve, a Mexikói-öblön és a Karib-térségen keresztül, egészen Brazília déli részéig, valamint Uruguayig található meg. Ugyanez óceán keleti felén a selyemcápa Spanyolországtól és a Madeira-szigetektől egészen Angola északi részéig lelhető fel. A Szent Pál-szikláinál (St. Paul's Rocks), valamint a Zöld-foki Köztársaság vizeiben is élnek állományai. Az Indiai-óceánban az elterjedése északnyugaton a Vörös-tengertől, míg délnyugaton a Dél-afrikai Köztársaságbeli KwaZulu-Nataltól keletre Kínáig, Indonéziáig, Ausztráliáig és Új-Zélandig terjed. A Csendes-óceán szigeteinél s megtalálható, például Hawaiinál. Ebben az óceánban a legkeletibb állományok a mexikói Alsó-Kaliforniánál és Chile északi partmentén fordulnak elő.

## Megjelenése
Ez a cápafaj általában 250 centiméter hosszú, de akár 350 centiméteresre is megnőhet. 202-228 centiméteresen már felnőttnek számít. Az eddigi legnehezebb kifogott példány 346 kilogrammot nyomott. Erős, hosszúkás testű, meglehetősen lekerekített orrú cápa. A szeme kerek, a szája ívelt. A fogak finoman fogazottak és háromszög alakúak, amelyek az alsó sorban keskenyebbek és hegyesebbek. Az első hátuszony közepes méretű, sarló alakú, lekerekített végű, és hátsó széle a has irányába ívelt. A második a farokúszóval szemben helyezkedik el. A melluszonyok hegyesek és hosszúak. Bőre selymes tapintású. A hátoldala a sötétszürke különböző árnyalata lehet, hasi része fehér.

## Életmódja
Nyílt tengerekben él a felszíntől általában 500 méteres mélységig; de akár 4000 méter mélyre is lehatolhat, továbbá a korallzátonyokat is felkeresi. A 23-24 Celsius-fokos vizeket részesíti előnyben. A kontinentális selfek és a szigetek körüli vizek lakója. Magányosan él és gyors úszó; ha veszélyben van, agresszíven védelmezi magát. Néhol nagy vándorutakat tesz meg. Gyakran a tonhal rajokat követi. Legfőbb tápláléka a csontos halak, de ezek mellett kalmárokat, nautiluszokat és rákokat is fogyaszt. Az ember számára is veszélyes lehet.
Legfeljebb 25 évig él.

## Szaporodása
Elevenszülő cápafaj; a pete szikzacskója méhlepényszerűen a nőstény szöveteihez kapcsolódik. Párosodáskor a cápák egymáshoz simulnak. Az eddigi megfigyelések szerint a nőstény minden évben szaporodik; bár ennél a szirticápafajnál nincsen meghatározott szaporodási időszak. Egy alomban 1-16 kölyökcápa lehet. A kis selyemcápa az alomnagyságtól függően, születésekor 55-87 centiméter között lehet.

## Felhasználása
A selyemcápát ipari mértékben halásszák. Frissen, szárítva vagy sózva árusítják. Bőre a bőriparban játszik szerepet. Az úszói az úgynevezett cápauszonylevesbe kerülnek bele. Májából májolaj készül.

## Képek

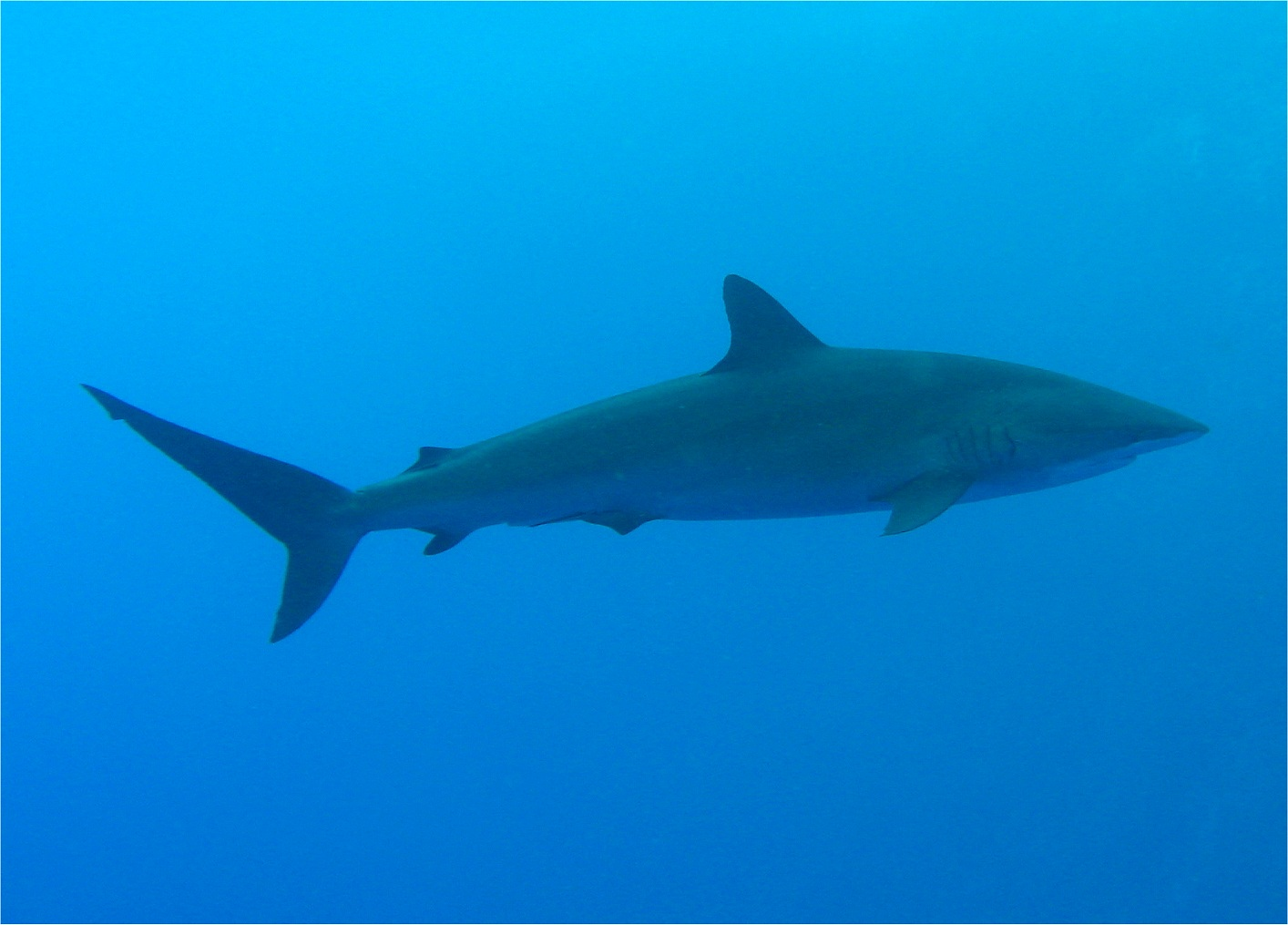
Selyemcápa a Vörös-tengerben
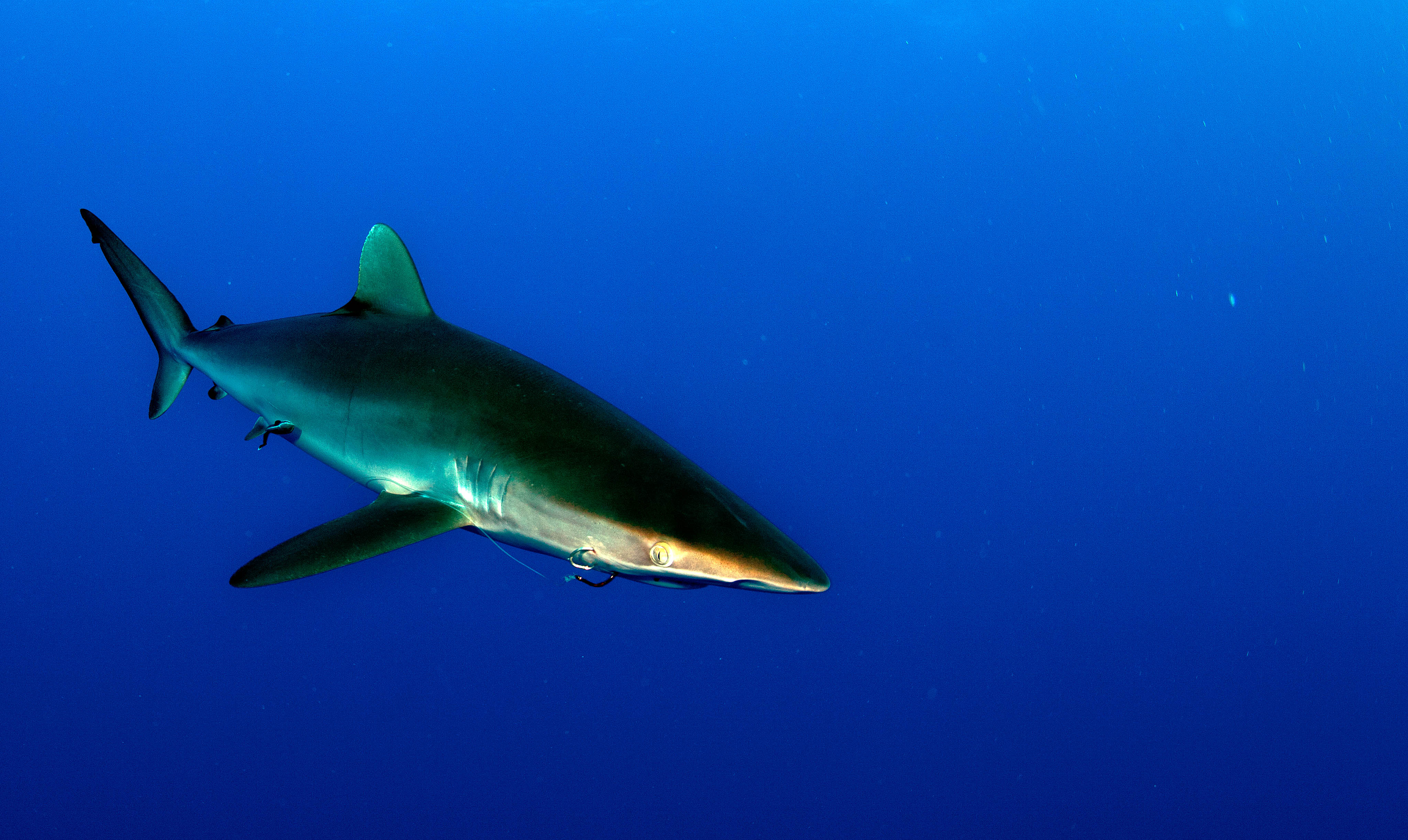
és a Bahamáknál
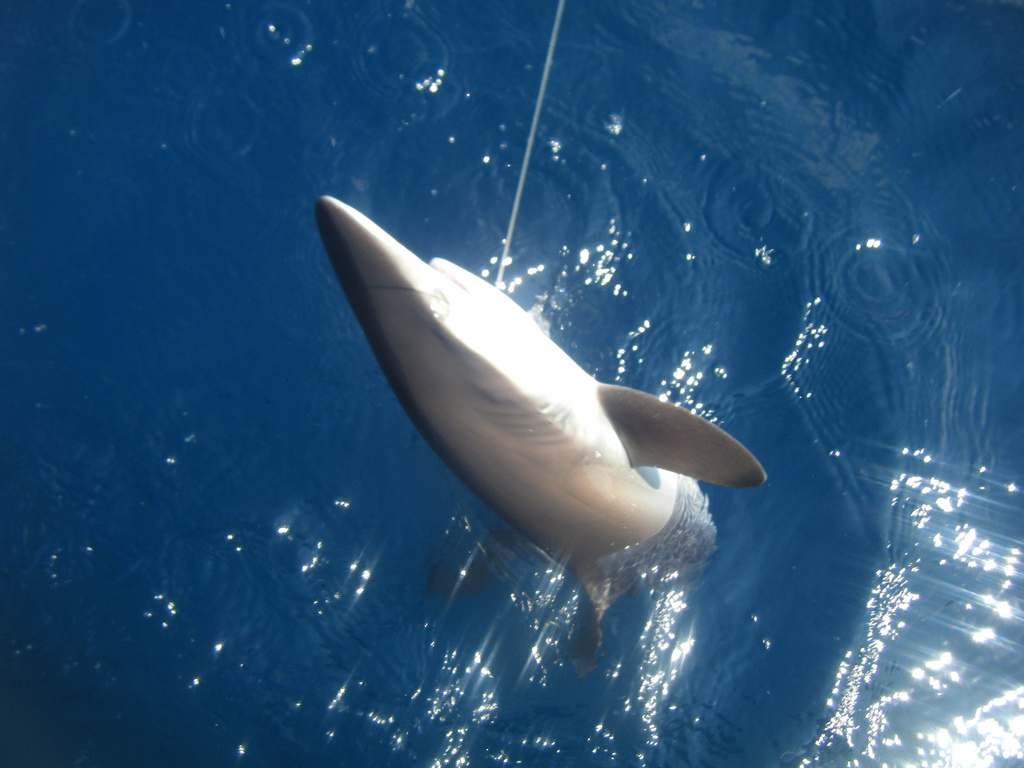
Horogra akadva
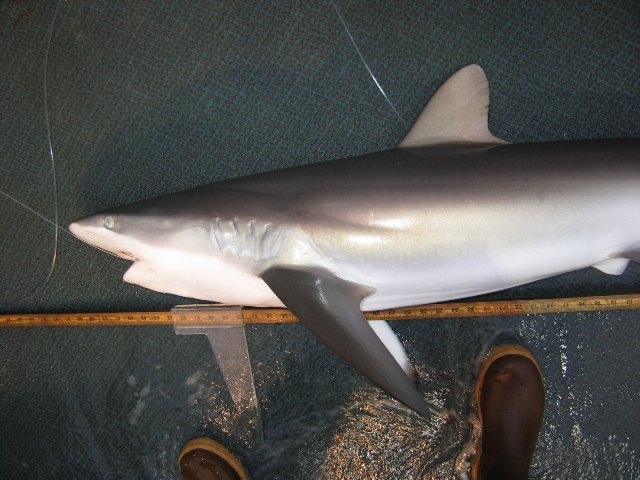
és
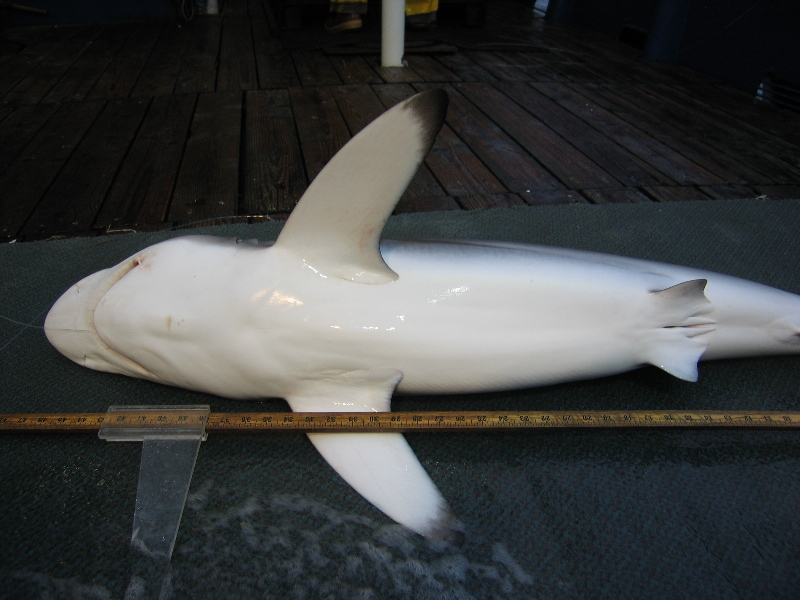
kifogva
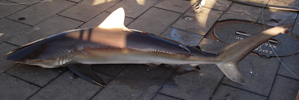
Fiatal példány
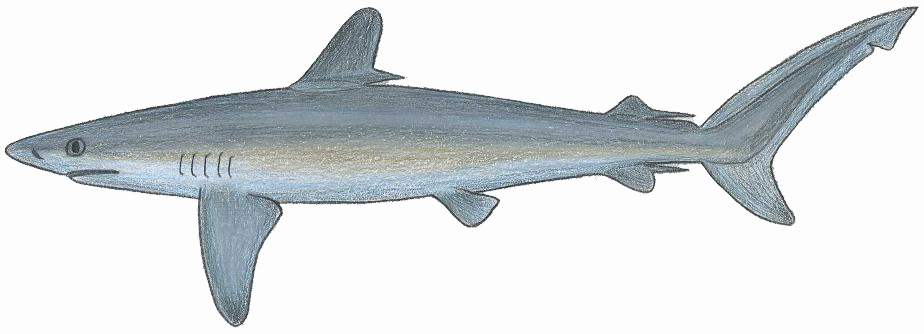
Rajz a selyemcápáról